# Monoteizm
Monoteizm, jedynobóstwo (monoteizm z stgr. μόνος monos – „jedyny” + θεός theos – „bóg”) – wiara w istnienie tylko jednego Boga i w przeciwieństwie do henoteizmu wykluczająca istnienie jakichkolwiek innych istot boskich. Przeciwieństwem monoteizmu jest politeizm. 
Według monoteizmu istnieje tylko jeden Bóg, który posiada takie atrybuty jak wszechobecność (omniprezencja), wszechmoc (omnipotencja), wszechwiedza (omniscjencja) i najwyższa dobroć w rozumieniu etycznym, a ponadto jest twórczą podstawą wszystkiego poza sobą.
Teiści wierzą, że ostateczną zasadą rzeczywistości jest Bóg — wszechmocna, wszechwiedząca dobroć, która jest twórczą podstawą wszystkiego poza sobą. Monoteizm to pogląd, że istnieje tylko jeden taki Bóg.
Wyznaniami monoteistycznymi są trzy religie określane jako abrahamiczne: judaizm, chrześcijaństwo i islam, a także nowe religie powstałe na ich gruncie, takie jak sikhizm, rastafari, babizm i bahaizm. Idea jedynego Boga znana jest też w zaratusztrianizmie (Ahura Mazda) i w większości odłamów hinduizmu (Brahman, Iśwara).

## Monoteizm wreligiach abrahamowych

### Monoteizm w judaizmie
Religia Mojżesza oparta była na wierze w Jahwe. Wśród badaczy jest dyskusja czy judaizm od początku był monoteistyczny (Jahwe jedynym bogiem) czy monolatryczny i dopiero ewaluował do czystego monoteizmu. 
Według Helmera Ringgrena (1966) 
Istnieje inny pogląd, że Jahwe początkowo był typowym bóstwem plemiennym, opiekującym się Żydami, z czasem jednak judaistyczna koncepcja Boga ewoluowała. Jahwe stał się najwyższym władcą całego wszechświata, który wybrał Żydów spośród innych narodów, by przygotować grunt pod nadejście Mesjasza.
Judaizm zabrania oddawania czci obrazom, by podkreślić nieskończony majestat Boga i odróżnić go od bogów pogańskich. Wyznawcy judaizmu uważają za obowiązek kochać Boga, choć ważniejszy jest strach przed jego gniewem. Imię Boga (zapisywane tetragramem JHWH) uznawane jest za zbyt święte, by człowiek miał prawo je wypowiadać.

### Monoteizm chrześcijański

#### Koncepcja trynitarna
Zdecydowana większość wyznań chrześcijańskich jest monoteistyczna i uznaje koncepcję Trójcy Świętej (z wyjątkiem odłamów antytrynitarnych i tryteistycznych). Monoteizm chrześcijański kształtował się w otoczeniu judaistycznym i w znacznej mierze w opozycji do pełnego rytuałów judaizmu faryzeuszy. W późniejszym czasie wywarła na niego wpływ również filozofia grecka.
Nauki Jezusa Chrystusa zawierają monoteistyczną koncepcję uniwersalnego Boga – kochającego Ojca całej ludzkości. Człowiek winien jest Bogu zaufanie, miłość i wdzięczność. Zobowiązany jest również okazywać miłość innym ludziom jako dzieciom Boga.
Jezus jest według trynitarian wiecznym i jedynym Bogiem (w tym Synem Bożym), który przyjął naturę ludzką zachowując w pełni boską, by zbawić ludzkość od grzechu. Osobiste oddanie i zawierzenie Jezusowi jest motywem dobrego postępowania chrześcijanina. W dziele zbawienia człowieka współpracuje Duch Święty, określany jako Duch prawdy i życia, utwierdzający ludzi w wierze, nadziei i miłości. Te trzy osoby boskie (hipostaza) są równe, nierozdzielne i tożsame w swej istocie (tautuzja), choć są różnymi osobami, dlatego też są określane jako Bóg w Trójcy jedyny.

#### Koncepcja antytrynitarna
Antytrynitaryzm (arianie, Badacze Pisma Świętego, Świadkowie Jehowy, unitarianie, bracia polscy, Kościół Chrześcijan Dnia Sobotniego) odrzuca naukę o Trójcy Świętej uznając, iż nie ma ona wystarczającego uzasadnienia w Piśmie Świętym oraz nie jest konieczna do pełnego zrozumienia Bożego Objawienia, w szczególności Nowego Testamentu. Antytrynitarianie w dużej części podzielają żydowską koncepcję Boga w jednej osobie, który posłał Jezusa Chrystusa czyniąc go swoim ziemskim namiestnikiem. Zgodnie z żydowską tradycją szaliachu, Mesjasz może przemawiać oraz być opisywany tak jakby był samym Bogiem, mimo iż jest tylko reprezentantem Boga. Współcześni antytrynitarianie mają spójny pogląd na temat natury Boga (utożsamianego z Ojcem), wyrażają natomiast zróżnicowane poglądy dotyczące natury Syna Boga – Jezusa Chrystusa, oraz natury Ducha Świętego. Mając na uwadze szerszą interpretację biblijnego zakazu sporządzania wizerunków Boga, część z nich nie podejmuje się prób zdefiniowania Boga poza ogólnie przyjętym stwierdzeniem, iż jest to byt transcendentny, ponadczasowy, pozamaterialny i obecny w każdym człowieku. Dla nich Bóg pozostaje zagadką, której nie da się opisać w żadnej sformalizowanej formie, a Jego charakter szczegółowo można poznać poprzez Słowo Boże – Biblię.

### Monoteizm islamski
Muzułmanie uważają Boga za najwyższego władcę wszechświata, jedyną istotę doskonałą i godną czci. Allah w Koranie jest praktycznie tym samym bogiem co Jahwe w Starym Testamencie, a koncepcja Trójcy jest uznawana przez muzułmanów za absurdalną. Sama nazwa islam oznacza podporządkowanie się woli Boga, która przejawia się we wszystkich wydarzeniach. Allah jest „wszechmocnym, wszechwiedzącym, sprawiedliwym panem świata, stwórcą nieba i ziemi, życia i śmierci.”.
Podobnie jak w chrześcijaństwie, dużą wagę przykłada się do miłosierdzia Boga. Według islamu, najcięższym z grzechów i jedynym którego Bóg nie przebacza jest oddawanie czci innym bogom (szirk), co obejmuje nie tylko kult świętych (niemniej szyizm i sufizm akceptuje kult świętych) czy bóstw innych niż Allah, ale też nadmierne przywiązanie do dóbr materialnych czy ukochanej osoby.

## Monoteizm wreligiach dharmicznych

### Monoteizm hinduistyczny
Większość praktykujących hinduistów wierzy w Boga zwanego najczęściej Brahmanem lub Iśwarą.
Sformułowania monoteistyczne pojawiają się już w Wedach (w tym w najstarszej Wedzie – w Rygwedzie oraz w późniejszych tekstach wedyjskich – np. w Upaniszadach) – istnieje tam, obok antropomorficznych dewów porównywanych czasem z bóstwami greckimi czy germańskimi, doktryna jedynego bezpostaciowego Boga zwanego Brahmanem. Monoteizm hinduistyczny był już silnie rozwinięty w okresie Mahabharaty i tam potwierdzony. Powszechny w hinduizmie był pogląd, że Boga można czcić pod dowolną postacią (Sagun Brahman), która jest tylko symbolem bezpostaciowego Boga (Nirgun Brahman) – wierzenie to znajduje potwierdzenie w Bhagawad Gicie.
Później gdy ukształtowały się śiwaizm i wisznuizm, członkowie tych sampradaja uważali czczone przez nich bóstwo za Iśwara, a pozostała albo za bóstwa niższe lub tylko za emanację Boga jedynego i nie przywiązywali do nich wagi. Dla wisznuitów Bogiem jedynym jest Wisznu, a dla śiwaitów Śiwa. Śaktowie natomiast czcili i czczą w ten sposób Dewi i różne jej postacie.
Ściśle monoteistyczne koncepcje hinduistyczne stworzyli też przedstawiciele szkół filozofii indyjskiej także w okresie klasycznym (zwł. wedanta, jednak nie wszyscy np. niektórzy uczeni sankhji byli ateistami).
Jedyność Boga jest też charakterystyczna dla współczesnego hinduizmu i filozofii indyjskiej w okresie poklasycznym.

### Monoteizm w sikhizmie
Sikhizm kładzie podobnie jak wisznuizm, śiwaizm i religie abrahamowe nacisk na jedyność Boga i uznaje, że można go czcić pod dowolnym imieniem i postacią (hinduistyczną, muzułmańską, chrześcijańską), a sami sikhowie zwą go Akal Purakh lub Waheguru.